# Montigny-en-Arrouaise
Montigny-en-Arrouaise è un comune francese di 299 abitanti situato nel dipartimento dell'Aisne della regione dell'Alta Francia.

## Società

### Evoluzione demografica
Abitanti censiti